# Шевелёв, Владимир Георгиевич
Владимир Георгиевич Шевелёв (до 1916 года — Владимир Карлович Шнейдер; 1857 — ?) — участник русско-турецкой, русско-японской и Великой войн, генерал-майор. Отец Ю. В. Шевелёва.

## Биография
Православный. Образование получил в Московской военной прогимназии. В службу вступил 24 мая 1873. Окончил Чугуевское пехотное юнкерское училище. Выпущен в 122-й пехотный Тамбовский полк. Участник русско-турецкой войны 1877-1878. Окончил Офицерскую стрелковую школу на "успешно". Командовал ротой, батальоном. Участник русско-японской войны 1904-1905. Командир 189-го пехотного резервного Белгорайского полка с 29 декабря 1908 по 25 июня 1910, затем командир 14-го пехотного Олонецкого полка. Участник Первой мировой войны, после начала которой сменил фамилию Шнейдер на Шевелёв. На 3 апреля 1915 в том же чине и должности. После чего командир бригады 1-й Финляндской стрелковой дивизии с 5 по 25 августа 1915, затем командир бригады 4-й пехотной дивизии с 25 августа 1915 по 8 мая 1917. Отчислен от должности 08.05.1917 с назначением в резерв чинов при штабе Киевского ВО. В эмиграции в Югославии.

### Чины
- прапорщик (старшинство 13 февраля 1876);
- подпоручик (старшинство 2 апреля 1877);
- поручик (старшинство 23 января 1879);
- штабс-капитан (производство 1887; старшинство 6 мая 1887, за отличие);
- капитан (производство 1894; старшинство 2 февраля 1894, за отличие);
- подполковник (старшинство 26 февраля 1901);
- полковник (производство 1906; старшинство 6 января 1906; за отличие);
- генерал-майор (производство 3 апреля 1915; старшинство 11 ноября 1914; за отличия в делах против неприятеля).

### Награды
- ордена Святого Владимира степеней 4-й с мечами и бантом (1879), 3-й (1909) с мечами (5 марта 1915);
- ордена Святой Анны степеней 4-й (1877), 3-й с мечами и бантом (1879), 2-й (1898) с мечами (1906), 1-й с мечами (6 декабря 1916);
- ордена Святого Станислава степеней 3-й с мечами и бантом (1879), 2-й (1881), 1-й с мечами (20 ноября 1911).